# Грб Гларуса
Грб Гларуса је званични симбол швајцарског кантона  Гларус. Грб датира из 1352, а задњу адаптацију је имао 1960. године.